# Camponotus anningensis
Camponotus anningensis är en myrart som beskrevs av Wu och Wang 1989. Camponotus anningensis ingår i släktet hästmyror, och familjen myror. Inga underarter finns listade.